# Delta Blues
Delta Blues — дебютний студійний альбом американського блюзового музиканта Міссісіпі Фреда Мак-Дауелла, випущений лейблом Arhoolie Records у 1964 році. Записаний 13 лютого 1964 року в Комо (Міссісіпі).
У 2000 році альбом був включений до Зали слави блюзу.

## Опис
Альбом став першим студійним для Фреда Мак-Дауелла. Записаний 13 лютого 1964 року вдома в Мак-Дауелла в Комо (Міссісіпі) інженером Крісом Страхвіцем. У записі був використаний один конденсаторний мікрофон фірми Capps. У пісні «When I Lay My Burden Down» — вокал дружини Фреда, Енні Мей Мак-Дауелл.
У 2000 році альбом Delta Blues був включений до Зали слави блюзу в категорії «Класичний блюзовий запис — альбом».

## Список композицій
1. «Write Me a Few Lines» (Фред Мак-Дауелл)
2. «Louise» (Фред Мак-Дауелл)
3. «61 Highway» (Фред Мак-Дауелл)
4. «Mama Don't Allow» (Фред Мак-Дауелл)
5. «Kokomo Blues» (Фред Мак-Дауелл)
6. «Fred's Worried Life Blues» (Сліпі Джон Естес, Фред Мак-Дауелл, Геммі Ніксон)
7. «You Gonna Be Sorry» (Фред Мак-Дауелл)
8. «Shake 'Em on Down» (Букка Вайт, аранж. Фред Мак-Дауелл)
9. «My Trouble Blues» (Фред Мак-Дауелл)
10. «Black Minnie» (Фред Мак-Дауелл)
11. «That's Alright» (Фред Мак-Дауелл)
12. «When I Lay My Burden Down» (народна)

## Учасники запису
- Міссісіпі Фред Макдауелл — гітара, вокал
- Енні Мей Макдауелл — вокал (13)

Технічний персонал
- Кріс Штрахвіц  — звукоінженер, фотографія і текст
- Вейн Поуп — дизайн обкладинки

## Нагороди
У 2000 році альбом був включений до Зали слави блюзу в категорії «Класичний блюзовий запис — альбом».